# カリュドン

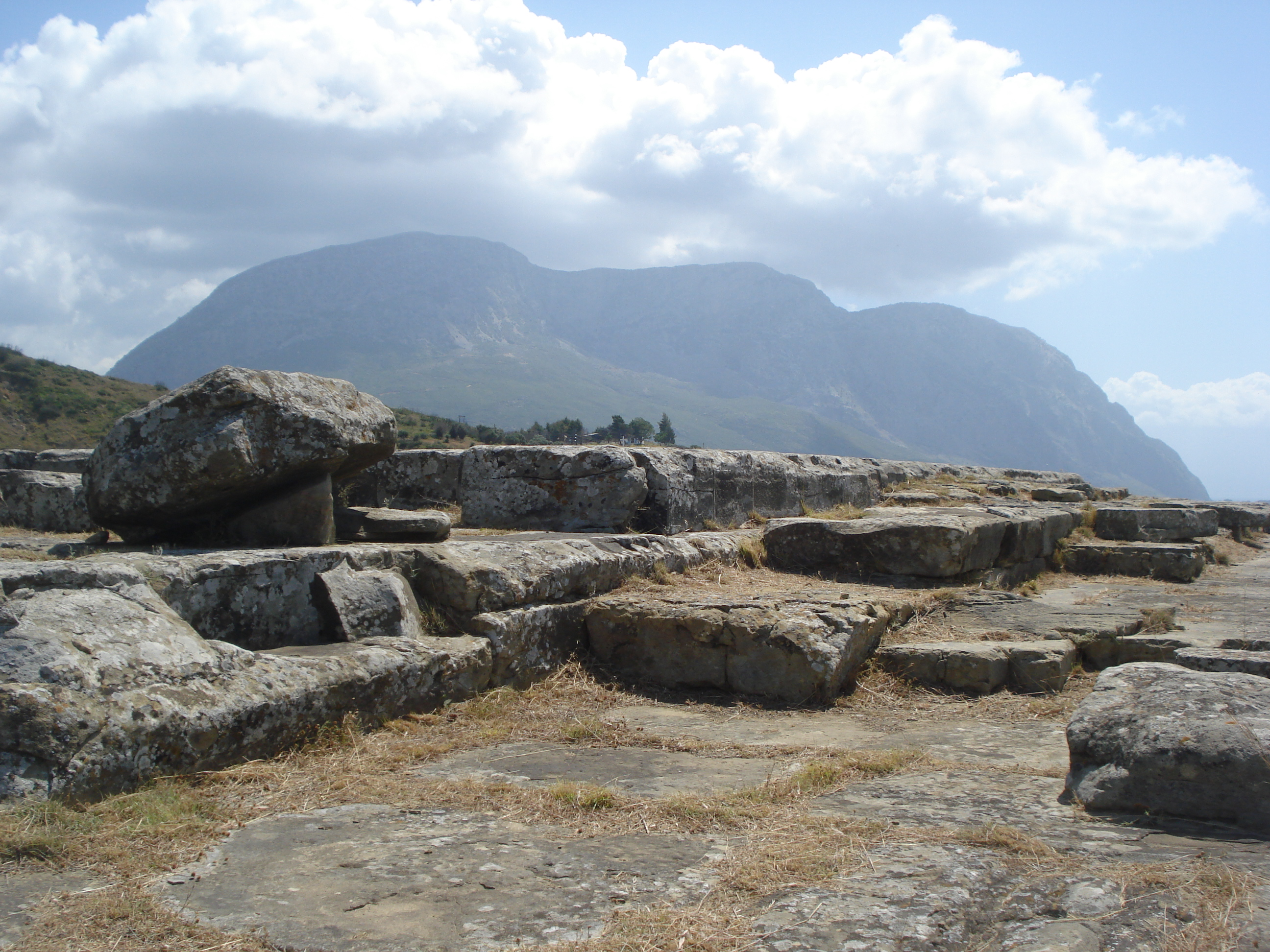
カリュドーンのアクロポリス。後方にVarasova山。

カリュドン（ギリシア語: Καλυδών / Kalydōn）は、ギリシャ西部のアイトーリア地方にあった古代ギリシアの都市。エウエノス川 (Evenus) の西岸に位置した。長母音に従いカリュドーンとも記される。
ギリシア神話によると、この都市はアイトーロスの息子で街の創設者カリュドーンから名前をとった。この都市の近くには、斜面がカリュドーンの猪狩りの舞台となったジュゴス山がそびえていた。
この都市は、アルテミス・ラフリアとアポロン・ラフリアに捧げられ、ラフリオンの名で知られたアエトリアの重要な聖所を蔵していた。
紀元前31年、ローマ皇帝オクタウィアヌスは、この都市の全住民を新しい植民都市ニコポリス(en:Nicopolis)へ移住させた。ニコポリスは、その年にあったアクティウムの海戦の勝利を記念して後世に伝えるために創建されたものである。同時にローマ人は、金と象牙でできた礼拝用のアルテミスの像を含むカリュドンの美術品や宝物をパトラへ移した。
ストラボンは著書『地理誌』で、彼の時代には荒れ果てた状態にあった、カリュドンの往時の美しさを次の様に解説している。「カリュドーンとプレウローンは、今やまったく衰えているが、しかし過去においてこれら植民地は、ギリシアを飾るものであった。」
座標: 北緯38度22分41秒 東経21度31分58秒 / 北緯38.37806度 東経21.53278度